# Quế Bình
Quế Bình is een xã in het district Hiệp Đức, een van de districten in de Vietnamese provincie Quảng Nam. Quế Bình heeft ruim 2400 inwoners op een oppervlakte van 14,7 km².
Een belangrijke verkeersader is de Quốc lộ 14E, die de Quốc lộ 14 met de Quốc lộ 1A verbindt. De weg is ter plaatse een onderdeel van de Ho Chi Minh-weg. Quế Bình ligt op de linker oever van de Thu Bồn. De Trường stroomt op de grens met Hiệp Hòa in de Thu Bồn.